# Rue Charles-Friedel
La rue Charles-Friedel est une voie du 20e arrondissement de Paris, en France.

## Situation et accès
La rue Charles-Friedel est une voie publique située dans le 20e arrondissement de Paris. Elle débute au 18, rue Olivier-Métra et se termine au 43, rue Pixérécourt.

## Origine du nom
La rue a été nommée en l'honneur de Charles Friedel (1832-1899), chimiste et minéralogiste français.

## Historique
La section située entre la rue Olivier-Métra et l'impasse Pixérécourt a été ouverte en 1904 et a pris sa dénomination actuelle par un arrêté du 6 novembre 1905. 
Par décret du 15 novembre 1912, elle absorbe la partie de l'impasse Pixérécourt donnant sur la rue Pixérécourt.